# Capitoli di Hime-chan no ribbon

Copertina del primo volume dell'edizione italiana

Lista dei capitoli di Hime-chan no ribbon - Un fiocco per sognare, un fiocco per cambiare, manga scritto e disegnato da Megumi Mizusawa, pubblicato in Giappone sulla rivista Ribon di Shūeisha dall'agosto 1990 al gennaio 1994.
Il raggruppamento dei capitoli qui presente in tankōbon si riferisce all'edizione giapponese, organizzata in dieci volumi; l'edizione italiana venne pubblicato nel 2011 da Planet Manga ed è organizzata in sei volumi.
Nel 2017 venne pubblicato un volume extra per festeggiare i 60 anni della rivista Ribon, composto da cinque capitoli riguardanti episodi spin-off.

## Lista volumi
| 1  | 20 aprile 1991 | ISBN 4-08-853561-8 |
| 1  | Capitoli - 1-5 |                    |
| 1  | Trama Himeko "Hime" Nonohara è una ragazzina di 13 anni che frequenta il primo anno di scuole medie; ha un carattere da maschiaccio, molto impulsiva, brava negli sport ma poco impegnata negli studi, e lei ne soffre perché ritiene che i ragazzi non sono interessati a tipe come lei. Ha una cotta per Hasekura, studente del terzo anno con il quale frequenta il doposcuola di recitazione e al quale vorrebbe regalare un portafortuna per il suo compleanno, ma non trova il coraggio per farlo. Una sera Hime fa la conoscenza di Erika, principessa del regno della magia e sosia della protagonista che deve collaudare un fiocco magico che permette a chi lo possiede di trasformarsi in qualsiasi persona; cosi lo affida ad Hime per un anno, e contemporaneamente prende vita Pokota, un leone peluche che Hime possiede sin dalla nascita e che diventa suo amico inseparabile. La prima trasformazione di Hime è nella sorella maggiore Aiko, ragazza del terzo anno per la quale Hime ha un complesso perché bella e corteggiata dai ragazzi; nel corpo della sorella Hime s'imbatte in Hasekura che la ferma e dichiara di amarla: a questo punto Hime si ritrova a dover risolvere una complicata situazione, e per farlo si trasforma anche in Hasekura e nella sorella di quest'ultimo, e nel suo piano coinvolge Daichi "Dai-Dai" Kobayashi, un coetaneo molto popolare tra le ragazzine che aveva conosciuto il giorno prima; la situazione si risolve ma Daichi nota delle incongruenze. Nei preparativi per la sua ultima recita Hasekura s'infortunia alla caviglia e Hime riesce a far posticipare l'evento, durante il quale i veri Hasekura ed Aiko si incontrano e si dichiarano ufficialmente fidanzati: Hime cade in depressione, ma di lì a breve si ritrova con Daichi a essere inseguita dall'insegnante Gori, e nello scavalcare la recinzione Hime finisce per strappare il fiocco, il quale perde temporaneamente i poteri. A causa dei pettegolezzi riguardanti una possibile relazione tra Hime e Daichi la protagonista si ritrova a confrontarsi con l'altezzosa Hibino, fondatrice del Dai-Dai Fan Club e follemente innamorata del ragazzo; uno svagato Daichi non nega le voci, e Hibino si dichiara nemica di Hime. Hime si trasforma in Daichi per negare i pettegolezzi ad Hibino, ma non riesce più a ritrasformarsi e finisce per incrociare il vero Daichi, riuscendo a scappare; in tarda sera riesce a ritrasformarsi e a tornare a casa, e il giorno dopo si ammala e viene a trovarla in cameretta proprio Daichi.         |                    |
| 2  | 18 settembre 1991 | ISBN 4-08-853580-4 |
| 2  | Capitoli - 6-9 |                    |
| 2  | Trama Daichi prima di congedarsi chiede a Hime il motivo per il quale si era trasformata in lui, lasciando la protagonista di sasso. Hime e Pokota iniziano a investigare su Daichi per scoprire se ha un punto debole, ma spiandolo nel parco giochi vicino a casa un malintenzionato rapisce Shintaro, fratello minore di Daichi, e quindi lui ed Hime con l'aiuto di un passante inseguono il sequestratore, il quale si è barricato in una blockhaus armato di pistola. Hime e Pokota risolvono la situazione ma nel salvare Shintaro hanno dovuto far vedere i propri poteri a Daichi, il quale promette di non rivelare il segreto. Nel regno della magia si tiene un'udienza per decidere se revocare il fiocco e cancellare la memoria di tutte le persone coinvolte, in quanto nessuno doveva venire a conoscenza dell'oggetto magico, ma il re decide per una deroga a patto che nessun altro venga a sapere dei poteri del fiocco. Mentre Hime e Daichi finiscono sotto i riflettori a scuola per il rapimento, si fanno forti voci che vedono i due in una relazione; Daichi porta Hime in una casa abbandonata e le spiega che spesso viaggia fuori città; inoltre le mostra il portafortuna che Hime voleva donare ad Hasekura e che aveva perso nei pressi della casa abbandonata, e una brutta battuta da parte di Daichi fa arrabbiare Hime che la prende sul personale. Nella classe di Hime arriva un nuovo ragazzo trasferito, tal Arisaka più vecchio di un anno rispetto ai compagni, ragazzo molto attraente che manda subito in crisi il Dai-Dai Fan Club di Hibino. Dal momento dell'arrivo di Arisaka succedono strani avvenimenti, con il nuovo arrivato che combina una serata al parco tra Daichi ed Hibino grazie anche a coincidenze che coinvolgono animali di passaggio; inoltre Arisaka stesso all'improvviso si dichiara innamorato di Himeko. Si scopre che Arisaka è in grado di controllare animali e simili, e riesce ad ipnotizzare a distanza Pokota per spingerlo ad aggredire Daichi. |                    |
| 3  | 14 dicembre 1991 | ISBN 4-08-853590-1 |
| 3  | Capitoli - 10-13 |                    |
| 3  | Trama Daichi convoca Hime nella villa abbandonata e avanza l'ipotesi che Arisaka provenga dal regno della magia e che sia lui dietro al comportamento di Pokota e altri strani avvenimenti, e che stia fingendo di essere innamorato di Hime; Hime non la prende bene anche a causa del fatto che Daichi era uscito con Hibino, e i due finiscono per litigare con Hime che tira uno schiaffo a Daichi. Hime e Arisaka si danno appuntamento al luna park, e in più occasioni Arisaka cerca di prenderle il fiocco non riuscendoci, al che pure Hime s'insospettisce e il giorno dopo decide di trasformarsi nella sorella minore Yumeko e pedinare Arisaka. Hime segue Arisaka fino a casa sua e viene invitata dentro, ma si vede costretta a riprendere le reali sembianze e viene quindi scoperta: Arisaka è in realtà il promesso fidanzato di Erika del regno della magia, e vuole impossessarsi del fiocco magico; Arisaka grazie ad un incantesimo riesce ad immobilizzare Himeko, ma interviene Daichi che viene aggredito da dei cani, e nel frattempo Hime si libera e stende Arisaka con un calcio in faccia; Arisaka era interessato al fiocco solamente per vincere una scommessa, e alla fine si innamora veramente di Himeko la quale nel frattempo apprezza sempre più il carattere di Daichi. Sei mesi dopo aver ottenuto il fiocco, Hime è diventata una studentessa del secondo anno nella classe 2-C assieme a Daichi, Hibino e Arisaka e con l'irascibile professore Gori, mentre le amiche Manami e Ichiko sono in 2-D; Aiko e Hasekura sono al primo anno di superiori mentre la sorella minore Yumeko frequenta l'asilo. Il club di recitazione è in crisi per lo scarso numero di iscritti e rischia di venire chiuso, e Hime durante il party di inaugurazione decide di trasformarsi in vari idol per attirare nuove reclute. L'ultima celebrità nella quale si trasforma è anche un idolo di Hibino che lo insegue assieme a un reporter; Himeko riesce a farla franca grazie all'aiuto di Daichi, ma Hibino inizia a notare le stranezze dovute alle trasformazioni. Daichi pretende che Himeko consulti lui prima di prendere ogni decisione. La scuola organizza una gita fuori città e Hime decide di portare Pokota con sé, ma purtroppo in una circostanza Hibino nota che Pokota ha cambiato espressione. |                    |
| 4  | 20 aprile 1992 | ISBN 4-08-853606-1 |
| 4  | Capitoli - 14-17 |                    |
| 4  | Trama Himeko viene salvata dal professor Gori che richiama tutti gli studenti per organizzare un gioco di gruppo. Durante il gioco Hibino si assenta per investigare su Pokota, ma Daichi interviene in tempo e Hime sotto consiglio di Pokota rimuove il fiocco: Pokota diventa cosi inerte e Hibino in una successiva ispezione non nota nulla di magico in lui. Arisaka riesce a rubare il fiocco ad Hime e lo indossa per provarlo: la trasformazione non funziona sulle persone del regno magico, ma si fa vedere da Hibino mentre recita la formula magica; Hibino porta con se Pokota ma per sbaglio lo lascia cadere in un fiume. Nel tentativo di recuperare Pokota la stessa Hime annega nel fiume, ma Daichi riesce a salvare entrambi e a recuperare il fiocco da Arisaka; la gita finisce con un falò notturno. Pokota rimedia uno strappo sulla schiena che Hime fa ricucire; i due vogliono vedere Daichi per discutere di Hibino che ora è a conoscenza della formula magica, ma Daichi è in una delle sue uscite fuori città e Hime, preoccupata per la notizia che la nonna di Daichi non è in buone condizioni, si trasforma in Daichi stesso ed incrocia Hibino, la quale nota il pendente a forma di fiocco e capisce che i suoi sospetti sono fondati. Hibino prende in disparte Hime e la obbliga a recitare la formula magica dinanzi ad uno specchio, ma fortunatamente Hibino sbaglia la formula e nulla accade. Hibino riesce comunque ad estorcere la formula corretta da Arisaka e prepara una trappola per Himeko coinvolgendo anche il reporter di un giornale locale. Hime si trasforma in Hibino e cade nella trappola di quest'ultima, il reporter è pronto a scattare una foto alle due Hibino ma in quel momento interviene Erika che ferma il tempo e allontana Hime dalla scena; la deformazione temporale causa un malfunzionamento al fiocco e Hime non può più assumere il suo aspetto originale, restando quindi con il corpo di Hibino. È il giorno del 14-esimo compleanno di Hime, la quale si deve nascondere nella villa abbandonata mentre Erika si taglia i capelli e si sostituisce a lei. |                    |
| 5  | 15 agosto 1992 | ISBN 4-08-853623-1 |
| 5  | Capitoli - 18-21 |                    |
| 5  | Trama Daichi torna dal suo viaggio e si dedica ad Hime per consolarla e starle vicino, e la sera festeggiano il suo compleanno assieme ad Erika e Pokota. Daichi riesce a confondere Hibino riguardo ai vari avvenimenti, dando una risposta razionale a ciascuno di essi. Arisaka prova a corteggiare per l'ennesima volta Hime ma si accorge che si tratta di Erika, sua promessa sposa dalla quale Arisaka fuggì per non sposarsi. Daichi rivela a Hime che nella villa abbandonata vi è una stanza che non riesce ad accedere. Arisaka viene a sapere che la situazione di Hime è irreversibile e lo dice a Daichi, ma nessuno dei due se la sente di dare la brutta notizia e Daichi decide di organizzare un viaggio fuori città con Hime, Erika, Arisaka e Pokota. Nella campagna che visitano scoppia un gran temporale e la pioggia fa franare un masso che sta per colpire Erika: Himeko si immola per salvarla e viene travolta dalla roccia. Himeko muore nel corpo di Hibino ma rinasce nel suo corpo originale, e può cosi tornare alla vita precedente. Dopo tutti i vari avvenimenti Hime realizza che è innamorata di Daichi, e "dichiara guerra" ad Hibino facendo capire che è intenzionata a conquistarlo. Hime scopre che Aiko e Harisaka non si vedono più e nota Aiko in compagnia di un altro ragazzo: Hime le fa una scenata e poi si trasforma in una ragazza per allontanare lo spasimante, ma interviene Harisaka e tutto si chiarisce: Aiko aveva letto il diario di Hime e scoperto che quest'ultima amava Harisaka e a quel punto non se la sentiva più di uscire con lui, ma la situazione si sistema e tornano assieme con Hime che chiarisce che ama già un altro ragazzo, e la sera fa a pezzi il diario. Hime viene invitata da Erika nel mondo magico: qui Pokota fa la conoscenza di Pink, una gatta peluche, mentre Hime conosce Camille, cugino di Arisaka e sosia di Daichi, il quale inizia a corteggiare Robelia, sosia di Hibino, e Hime di riflesso reagisce colpendolo con un calcio; Camille si cambia in abito da studente per sembrare Daichi e prova a baciare Hime, la quale è tentata ma all'ultimo gli rifila uno schiaffo e se ne va stizzita, ma inizia a riflettere su come lei e Daichi possano uscire dalla friend zone per avviare una relazione romantica. |                    |
| 6  | 19 gennaio 1993 | ISBN 4-08-853645-2 |
| 6  | Capitoli - 22-26 |                    |
| 6  | Trama Utilizzando una sveglia magica Hime viaggia tre anni nel futuro per vedere come si svilupperà il suo rapporto con Daichi: qui incontra proprio Daichi che la salva da Hibino utilizzando delle caramelle che la fanno rimpicciolire, e poi incontra se stessa ma con un look più femminile, alla quale pone quesiti sul proprio futuro ma non riceve risposte. Hime torna nel presente, e il re proroga il periodo di collaudo del fiocco e consente ad Hime di scegliere un oggetto magico da portare con se: la protagonista sceglie le caramelle per cambiare dimensione. In classe viene introdotta Yuka, una nuova studentessa che lavora come junior idol e amica d'infanzia di Daichi; nel doposcuola Hime viene a sapere che sarà la protagonista della prossima recita nei panni di Peter Pan. La sera utilizza una caramella per rimpicciolirsi ma Yumeko irrompe nella stanza e la scambia per una bambola, afferrandola per portarla con se al parco. Al parco giochi Yumeko incontra Yuka e Daichi, il quale nota Pokota e capisce che si tratta della vera Hime; Yuka s'impossessa di Hime e chiede a Daichi un bacio per riaverla, ma Daichi riesce a raggirarla e a fuggire con Hime; Yuka afferma che Daichi è stato il suo primo bacio, cosa che viene ricevuta da Hime con shock. Udendo le voci riguardanti la possibile relazione tra Hime e Daichi, Yuka chiama in disparte Hime e le chiede di aiutarla per conquistare Daichi, ma Hime si rifiuta ammettendo che anch'essa è innamorata di Daichi. Yuka si unisce al club di recitazione per soffiare il posto di protagonista a Hime, riuscendoci; successivamente Hime scorge Yuka e Daichi appartati nel luogo dove generalmente lei incontra Daichi, e a quel punto ha un crollo psicologico e litiga con Daichi. Yuka lascia la scuola con Daichi ma ad un certo punto sviene a terra. Il giorno dopo Hime si riprende e trova il modo di scusarsi con Daichi, il quale cerca di proteggere Yuka dal bullismo dei compagni di classe. Nel pomeriggio Yuka viene rapita da dei gangster, e Hime, Daichi e Pokota pensano ad un piano per salvarla. Grazie ad una serie di trasformazioni Hime e Daichi riescono a salvare Yuka, e alla fine si scopre che il capo dei criminali l'ha rapita perché è un suo fan e voleva incontrarla dal vivo. Yuka sviene ancora una volta poco prima della recita e il ruolo di Peter Pan torna ad Hime; Daichi va a trovare Yuka che ammette di aver finto lo svenimento poiché non interessata al ruolo nella recita e agì per gelosia nei confronti di Hime. |                    |
| 7  | 20 luglio 1993 | ISBN 4-08-853674-6 |
| 7  | Capitoli - 27-30 |                    |
| 7  | Trama Nel regno magico Camille brevetta un elisir d'amore che fa cadere la vittima in un sonno che può essere interrotto solamente dal bacio di chi lei ama; la pozione cade inavvertitamente su Pink che si addormenta, e quindi viene affidata al corvo Kantarou per essere portata da Pokota, ma Kantarou se la lascia sfuggire in volo e Pink finisce in vetrina di un negozio di giocattoli. Hime e le amiche Manami e Ichiko assistono al debutto di Yuka come cantante; la vigilia di Natale è vicina e le ragazze pensano a cosa regalare al partner: Yuka dichiara di non voler arrendersi per conquistare Daichi, e Hime sente che il suo rapporto con Daichi si è raffreddato; Hime scopre che Manami ha una cotta per Tetsu il miglior amico di Daichi. In città arriva anche Camille, il quale viene scambiato per Daichi e combina subito disastri. Daichi crede sia Hime che si trasforma in lui e non sospetta dell'esistenza di Camille. Nel frattempo Hime cerca di combinare un appuntamento al cinema tra Manami e Tetsu ma il tentativo è goffo e Manami non apprezza, cosi il giorno dopo Hime si scusa con l'amica, e trasformata in Daichi deve anche scusarsi con tutte le ragazze che Camille ha molestato. Hime prepara dei biscotti come regalo di Natale per Daichi, ma manca all'appuntamento per darglieli perché si accorge che una delle figlie del professor Gori è in possesso di Pink: Hime si intrufola nella casa di Gori per recuperare Pink ma scoppia un incendio. Yuka incontra Daichi e gli regala un maglione artigianale, Daichi rifiuta affermando che in genere non accetta regali ma Yuka lo mette alle strette chedendogli di ammettere che cosa prova per Himeko: in quel momento arriva la notizia che Hime è coinvolta nell'incendio della casa di Gori e Daichi corre sul posto. Hime, Pokota e Pink sono collassati a terra tra le fiamme, e Daichi arriva per cercare di portarli in salvo: quando tutto sembra perduto Pokota e Pink vengono in contatto e scoppia un temporale che spegne l'incendio; Hime sviene e viene portata all'ospedale, ma alla fine sta bene. |                    |
| 8  | 20 febbraio 1994 | ISBN 4-08-853714-9 |
| 8  | Capitoli - 31-35 |                    |
| 8  | Trama Hime si è ripresa e Daichi le chiede spiegazioni, cosi viene a sapere di Pink e incontra Camille in persona. Camille e Pink tornano nel mondo magico e capiscono che il risveglio della gattina durante l'incendio è stato anche opera dell'amore tra Hime e Daichi. Himeko passeggia con Daichi e riesce a regalargli i biscotti che aveva cucinato, Daichi li apprezza e in una situazione i due sono propensi a baciarsi, ma della neve cade su di loro interrompendoli; Hime riesce comunque a dichiarare il proprio amore a Daichi che reagisce con il suo fare burbero. Arriva capodanno e la madre di Himeko viene a sapere che un suo romanzo verrà adattato in un film; il romanzo è ispirato ad una vecchia villa abbandonata e Hime e Daichi temono che si tratti del loro posto segreto. Himeko nota che Daichi è sempre più spesso impegnato in escursioni fuori città. Yuka debutta come attrice e regala il maglione fatto per Daichi ad Hime come segno di amicizia, annuncia che lascerà la scuola per trasferirsi ed è felice di lasciare Daichi nelle mani di Hime. Pokota viene a sapere che vogliono demolire la vecchia villa e quindi assieme ad Hime escogita un piano per far scappare il team di supervisori che scambiano Pokota ingigantito per un tanuki. Daichi torna dall'escursione e si reca nella villa con Hime, e i due incontrano Arisaka e Pink i quali annunciano che sarà l'ultimo mese di collaudo del fiocco per Himeko. Hime si reca presso il municipio della città per cercare di convincere le autorità a desistere dal voler demolire la villa, e per far questo si trasforma in serie nella madre, nel padre e nel primo ministro, ma non riesce a risolvere la situazione. Daichi parte per un'altra escursione senza dare spiegazioni ad Hime, e cosi quest'ultima decide di pedinarlo. Daichi si reca in una villa fuori città identica a quella che vogliono demolire e chiede ai proprietari se sono a conoscenza dell'altra villa e della stanza inaccessibile, ma questi menzionano solamente una formula magica che è stata passata in famiglia, e Hime riesce a trovarla su una delle pareti. Una volta tornati nella vecchia villa provano la formula magica sulla porta della stanza segreta ma questa non funziona; Hime si rimpicciolisce e prova a passare dalla toppa della serratura ma viene respinta da un'ondata di energia e il suo fiocco perde colore. |                    |
| 9  | 20 giugno 1994 | ISBN 4-08-853737-8 |
| 9  | Capitoli - 36-38 |                    |
| 9  | Trama Il fiocco è ora privo di poteri, e tornando a casa Hime incrocia Hasekura che sta per lasciare il Giappone. Hime durante una lezione ricorda la corretta formula magica per aprire la porta, e in quel momento le arriva la notizia che la villa sta per essere demolita, cosi lei e Daichi si dirigono sul posto inseguiti da Hibino e riescono ad aprire la porta segreta sotto gli occhi di operai ed Hibino. La porta si rivela essere un collegamento tra mondo reale e regno della magia, ma il segreto è oramai compromesso ed il re decide di cancellare la memoria del regno magico a tutti i terrestri, Hime e Daichi compresi. Erika implora il potente nonno, che creo' la porta magica nella speranza di avvicinare i due mondi, e questo fa tornare la memoria solamente a Hime e Daichi che s'incrociano per strada e ricordano tutto. Daichi e Hime vengono invitati ad un gala nel regno magico dove Himeko danzerà con Erika per poi lasciarla ad Arisaka che le chiederà la mano. |                    |
| 10 | 12 dicembre 1994 | ISBN 4-08-853770-X |
| 10 | Capitoli - 39-40 |                    |
| 10 | Trama Hime ottiene il permesso dal nonno di Erika di viaggiare nel passato, esattamente quando nacque e le venne donato Pokota. Erika termina il collaudo del fiocco con successo e suo malgrado deve recarsi da Hime per farselo restituire: Hime chiede ad Erika di portare con se Pokota che altrimenti rimarrebbe un inerte peluche. Il giorno dopo Hime fa finta di nulla ma Daichi si accorge che è triste per aver perso Pokota, e nel consolarla i due si baciano con Daichi che le promette di non lasciarla mai più sola. Il giorno del suo 15-esimo compleanno Hime festeggia con Daichi il quale le regala un fiocco per capelli, e al ritorno nella sua stanza trova Pokota che puo' vivere senza bisogno di oggetti magici. Himeko si vede migliorata e si piace, e conclude che non serve più un fiocco magico per diventare una persona migliore. |                    |

## Capitoli extra
Durante il corso della pubblicazione della rivista Ribon sono stati creati diversi capitoli extra di Hime-chan no ribbon, veri e propri episodi spin-off della storia.
- Un capitolo narra di Himeko nei panni di baby-sitter alla figlia della signora Ushijima, un'amica di famiglia.
- In uno dei capitoli Hime litiga con Pokota per dei donut.
- Un capitolo tratta del primo appuntamento ufficiale di Hime e Daichi come coppia
- Un capitolo racconta nuovamente dell'incontro nel futuro tra Hime delle scuole medie e la Hime 17-enne del liceo, ma dal punto di vista di quest'ultima e del Daichi liceale; inoltre viene fatto un veloce sunto sulla situazione alle scuole superiori di alcuni dei personaggi principali del manga

Nel 2017 venne pubblicato un volume extra per festeggiare i 60 anni della rivista Ribon, composto da cinque episodi spin-off:
- Trio Trouble no Maki (トリーオー・トラブル の 巻き?, Una storia del Trio Trouble): breve storia che coinvolge il "Trio Trouble" Himeko/Manami/Ichiko, la loro amicizia e la loro situazione sentimentale con i ragazzi
- Sunao na Kokorode (素直 な 心で?, Con cuore onesto)
- Eve no Okurimono (イブ の 贈り物?, Regalo alla vigilia)
- Mou Hitori no Arisaka-kun (もう 一人 の 有坂ーくん?, Un altro Arisaka)
- Haru-iro no Kaze (春ー色 の 風?, Vento color primavera)